# Geomyza dolomata
Geomyza dolomata är en tvåvingeart som beskrevs av John Richard Vockeroth 1961. Geomyza dolomata ingår i släktet Geomyza och familjen gräsflugor. Inga underarter finns listade i Catalogue of Life.